# Byasa mencius
Byasa mencius es una especie de mariposas de la familia de los papiliónidos. Se encuentra en la parte oriental de China.

## Taxonomía
Byasa mencius fue descrita por los entomólogos austríacos Baron Cajetan von Felder y Rudolf Felder y publicada en Wiener entomologische Monatschrift 6 (1): 22 en 1862.
Sinonimia
- Papilio mencius subsp. rhadinus (Jordan, 1928)[4]